# Prawa człowieka w Republice Środkowoafrykańskiej
Prawa człowieka w Republice Środkowoafrykańskiej nie są przestrzegane. W rankingu Freedom in the World Republika Środkowoafrykańska znajduje się w grupie państw, w których notorycznie łamie się prawa człowieka. 16 kwietnia 2013 roku Organizacja Narodów Zjednoczonych oceniła stan przestrzegania praw człowieka w tym państwie za katastrofalny. Od czasu wybuchu wojny domowej w Republice Środkowoafrykańskiej panuje anarchia i bezprawie, zaś po zajęciu przez rebeliantów z Séléki stolicy Bangi przeprowadza się systematyczne łamanie praw człowieka. Powszechne jest gwałcenie i znęcanie się nad kobietami i dziećmi oraz mordowanie mieszkańców państwa. Dzieci zmusza się do przystępowania do Séléki. Powszechne jest ograbianie państwowych instytucji i siedzib międzynarodowych agencji humanitarnych.

## Historia
Od czasu ogłoszenia niepodległości, w Republice Środkowoafrykańskiej powszechne było łamanie praw człowieka, zaś władzę sprawowali autorytarni politycy. Jean-Bédel Bokassa rządzący państwem w latach 1966-1979 (najpierw jako prezydent, zaś w latach 1976-1979 jako cesarz Cesarstwa Środkowoafrykańskiego) sprawował dyktatorskie rządy oraz zabijał opozycję. W 1979 roku odbyły się protesty uczniów. Bezpośrednią przyczyną manifestacji było zmuszenie do chodzenia do szkoły w drogich, jednakowych mundurach, zaprojektowanych przez Jean-Bédela Bokassę, a produkowanych w fabryce jego żony. Protesty stłumiono, zaś ich uczestników zamordowano. Szacuje się, że zginęło wówczas 150 osób. Pomimo obalenia Bokassy nie udało się wprowadzić demokratycznego rządu do 1991 roku. Pierwsze wolne wybory prezydenckie i parlamentarne przeprowadzono w 1993 roku. Prezydentem został Ange-Félix Patassé, zaś wybory parlamentarne wygrał Ruch Wyzwolenia Ludu Afryki Środkowej (MLPC), który w latach 80. działał nielegalnie. Od 2013 roku panuje kryzys polityczny. W 2013 roku do pomocy humanitarnej nie miało dostępu ok. 1,7 mln mieszkańców Republiki Środkowoafrykańskiej. Od wybuchu wojny domowej w 2013 roku ok. 37 tys. mieszkańców uciekło do Czadu i Kamerunu.

## Sytuacja chrześcijan i muzułmanów
W opublikowanym przez organizację Open Doors Światowym Indeksie Prześladowań w 2019 roku Republika Środkowoafrykańska zajęła 25. miejsce. Chrześcijanie są mordowaniu głównie przez islamską Séléke. Pomimo wyparcia Séléki z południowej części Republiki Środkowoafrykańskiej, organizacja ta nadal dokonuje mordów na północy kraju. Powszechne jest niszczenie przez Sélékę kościołów oraz domów chrześcijan.
Obok Séléki w Republice Środkowoafrykańskiej działają zbrojne organizację, w których działają chrześcijanie. Grupy militarne chrześcijan nazywa się anty-balaka („przeciw maczetom”). Na początku 2014 roku chrześcijanie zamordowali ok. 200 wyznawców islamu. Członkowie „anty-balaka” uważają, że muzułmanie są obcokrajowcami, który muszą opuścić kraj lub zginąć.

## Sytuacja dzieci
Ze względu na ubóstwo i wojnę domową, dzieci w Republice Środkowoafrykańskiej nie mają dostępu do edukacji oraz do podstawowego leczenia. Od stycznia do lutego 2014 roku udało się UNICEF zaszczepić ok. 150 tys. dzieci w wieku od 6 miesięcy do 15 lat przeciwko odrze oraz 32 tys. dzieci przeciwko polio. Pomimo wojny domowej UNICEF otworzył tymczasowe szkoły, w których uczy się ok. 20 tys. dzieci.